# Андреј Гречин
Андреј Владимирович Гречин (рус. Андрей Владимирович Гречин; Баранул, 21. октобар 1987) је руски пливач слободним стилом. Члан је руске пливачке репрезентације.
На Европско првенство 2008. у Ајндховену, Холандија, заједно са Аркадијем Вјатчанином, Григоријем Фалком и Јевгенијем Коротошкином освојио златну медаљу у штафети 4 х 100 мешовито са европским рекордом - 3:34,25.
На првенству Русије 30. априла 2009. године, оборио је 15 годна стар рекорд на 100 метара слободно резултатом 47,59 секунди. Претходни рекорд је поставио 1994. пливач Александар Попов са 48,21. секунд..
У Риму на Светском превенству 2009. руска штафета 4 х 100 метара слободно у саставу:Јевгениј Лагунов, Андреј Гречин, Данила Изотов и Александар Сухоруков освојила је сребрну медању, са 0,31 секундом, иза штафете САД, коју је предводио 14 пута олимпијски победник Мајкл Фелпс и која је поставила рекорд првенства са 3:09,21..
Годину дана касније, успех је поновио и на Европском првенству у Будимпешти. Опет је био члан штафете 4 х 100 метара слободно у саставу Андреј Гречин, Јевгениј Лагунов, Никита Лобинцев и Данила Изотов) која је са резултатом 3:12,46 постигла нови рекорд европских првенстава.

## Лични рекорди Андреја Гречина
16. август 2010.
| Дисциплина     | Базен | Резултат | Датум              | Место                        | Такмичење.                   | Бел. |
| -------------- | ----- | -------- | ------------------ | ---------------------------- | ---------------------------- | ---- |
| 50 м слободно  | 50 м  | 21,98    | 14. август 2010.   | Будимпешта, Мађарска         | ЕП 2010.                     |      |
| 50 м слободно  | 25 м  | 21,67    | 14. децембар 2009. | Ријека Хрватска              | ЕП 2008.                     |      |
| 100 м слободно | 50 м  | 48,93    | 12. август 2010.   | Будимпешта, Мађарска         | ЕП 2010.                     |      |
| 100 м слободно | 25 м  | 46,45    | 19. децембар 2009. | Санкт Петербург Русија       | Куп Владимира Салњикова      |      |
| 200 м слободно | 50 м  | 1:50,14  | 26. април 2009.    | Москва, Русија               | Отворено првенство Русије    |      |
| 200 м слободно | 25 м  | 1:46,02  | 7. фебруар 2009.   | Санкт Петербург Русија       | Руско првенствп КБ           |      |
| 50 м прсно     | 25 м  | 27,84    | 1. децембар 2008.  | Санкт Петербург Русија       | Куп Владимира Салњикова      |      |
| 50 м делфин    | 50 м  | 25,70    | 24. јул 2010.      | Равне на Корошкем, Словенија | Отворено првенство Словеније |      |
| 100 м мешовито | 25 м  | 53:86    | 12. децембар 2009. | Истанбул, Турска             | ЕП 2009.                     |      |